# Gymnasium Gernsheim

Die Aula

Das Gymnasium Gernsheim ist eine Schule im südhessischen Gernsheim. 1865  als Bürgerschule gegründet, erhielt das Gymnasium im Jahr 1951 eine Oberprima. Heute werden etwa 1300 Schülerinnen und Schüler unterrichtet. Die Schule ist seit ihrer Gründung in kommunaler Trägerschaft und wird vom Kreis Groß-Gerau verwaltet.  

## Geschichte

### Gründung
Die Geschichte des Gernsheimer Gymnasiums geht zurück auf das Jahr 1863, als 17 Gernsheimer Bürger begründeten, warum die Errichtung einer Realschule in Gernsheim notwendig sei. Der Antrag wurde zunächst abgelehnt, in späteren Verhandlungen mit dem Stadtrat dann jedoch für fünf Jahre genehmigt. Am 11. Dezember 1865 wurde die Bürgerschule mit zwei „Abteilungen“ (Unterteilungen einer Klasse) für Schüler, die später eine Realschule oder ein Gymnasium besuchen wollen, eröffnet. Schulleiter und einziger hauptamtlicher Lehrer war Johann Georg Keilmann. Es folgte die Einrichtung zweier weiterer Abteilungen in den Jahren 1873 und 1877. Die Schülerzahl lag in diesen Jahren zwischen 30 und 50.
Nach dem Beschluss des Gemeinderats zum Bau eines neuen Schulhauses 1882 wurde dieses ein Jahr darauf hinter der Magdalenenkirche errichtet. Das Einzugsgebiet reichte nun von Bürstadt und Biblis im Süden bis Dornheim im Norden.
Nach dem Tod des Schulleiters Keilmann 1890 beantragten Gernsheimer Bürger, die Höhere Bürgerschule in eine Realschule umzuwandeln. Nachdem 1893 alle sechs Realklassen gebildet worden waren und am 17. März 1894 die erste Einjährigenprüfung abgelegt werden konnte, wurde die Schule am 15. Juni 1895 auf Antrag der Regierung des Großherzogtums Hessen als Realschule verstaatlicht. Im Schuljahr 1895/1896 erfolgte die Eröffnung der Obersekunda (Jahrgangsstufe 11), damit war nun der Erwerb der Primareife möglich. Die Absolventen konnten ohne Prüfung auf die Unterprima (Jahrgangsstufe 12) an einer Oberrealschule wechseln.

### Ab 1900
Die Schule erhielt als erste hessische Realschule 1903 die Erlaubnis, Mädchen aufzunehmen. Im selben Jahr beantragten die Pädagogen eine Erweiterung des überlasteten Schulgebäudes oder einen Neubau. 1907 bewilligte der Stadtrat 170.000 Mark zum Neubau der Schule am Kaiser-Wilhelm-Platz (heute: Schillerplatz). Am 26. April 1911 fand die feierliche Übergabe des Gebäudes statt. Während des Ersten Weltkriegs unterrichteten erstmals Frauen als Ersatz für die eingezogenen Lehrer. 1919 unternahm der damalige Direktor Ledroit den Versuch, eine „Vollanstalt“ zu errichten. Sein Antrag wurde jedoch abgelehnt. In den Jahren zwischen der Inflation und der Weltwirtschaftskrise sank die Schülerzahl von 280 (1923) auf 99 (1929).

### Der Zweite Weltkrieg
Auf Grund sinkender Schülerzahlen drohte der Schule die „Entstaatlichung“ oder gar die Auflösung. 1934 schließlich wurde die Schule zum 1. April in eine „städtische höhere Schule mit Staatszuschuss“ umgewandelt. 1938 musste eine Klasse wegen Einführung des zweijährigen Militärdienstes geschlossen werden. Die Schule nannte sich nun „Oberschule, Nichtvollanstalt“. Während des Zweiten Weltkriegs mussten wegen Lehrermangels zwei weitere Klassen aufgelöst werden, sodass nur drei Klassen zu Ende geführt werden konnten. Im März 1945 wurde das Gebäude bei alliierten Luftangriffen auf die Stadt teilweise zerstört und in den ersten Nachkriegstagen von der Zivilbevölkerung geplündert.

### Wiedereröffnung
Am 25. April 1946 erhielt die Schule durch die US-amerikanischen Besatzungsbehörden die Genehmigung zur Wiedereröffnung. Im Herbst konnte das erste Schuljahr mit 229 Schülern beginnen. In den folgenden Jahren konnten vor allem durch einen Förderverein und den Elternbeirat neue Möbel und Lehrmittel angeschafft werden. Zu Ostern 1950 konnte nach 17-jähriger Unterbrechung die Obersekunda (Jahrgangsstufe 11) wiedereröffnet werden. Ein Jahr später kam die Genehmigung zur Eröffnung der beiden „Primen“ (Jahrgangsstufe 12/13). Weitere zwei Jahre später (Ostern 1953) legte die erste Oberprima die Reifeprüfung mit zwölf Abiturienten und zwei Abiturientinnen ab.
1954 übernahm der Kreis Groß-Gerau die Schulträgerschaft, da nur 24 Prozent der Schüler aus Gernsheim kamen. Zwei Jahre später wurde aus dem Realgymnasium das Gymnasium Gernsheim. Im April 1957 begannen die Bauarbeiten für ein neues Schulgebäude auf dem heutigen Schulgelände an der Theodor-Heuss-Straße, das am 15. Juni 1959 eingeweiht werden konnte. Zunächst wurde sowohl im alten, als auch im neuen Gebäude unterrichtet. Im gleichen Jahr entstanden die ersten Auslandskontakte.

### Am heutigen Platz
1963 hatte die Schule 624 Schüler in 23 Klassen mit 30 Lehrkräften. 1968 wurde der zweite Bauabschnitt des Schulhauses fertiggestellt. Es gab nun Fachräume für naturwissenschaftlichen Unterricht, eine Turnhalle mit Gymnastiksälen und einem Sportplatz. 1969 kam ein Sprachlabor hinzu und die Musikräume wurden eingeweiht. Das alles kostete über neun Millionen DM.
1973 gab es erstmals eine Abiturfeier. Im selben Jahr ordnete der Kreisausschuss an, keine Schüler aus Biblis, Bürstadt, Bobstadt, Lampertheim und Hofheim mehr aufzunehmen. 1976 erfolgte die Umstellung auf das bundesweit einheitliche Kurssystem, wodurch die Schüler die Wahl unter verschiedenen Fächern hatten. Die Diskussion über Gesamtschule oder dreigliedriges System in den 1970er Jahren gab es auch am Gymnasium Gernsheim, doch wurde eine vorgeschlagene Umwandlung in eine Gesamtschule zusammen mit der Johannes-Gutenberg-Schule nicht vorgenommen. Personalrat, Kollegium und Elternbeirat stimmten mit großen Mehrheiten gegen die Pläne des Kreises. Allerdings wurde die Förderstufe verbindlich und das Gymnasium Gernsheim verlor so seine Klassen 5 und 6. 1983 feierte man 30 Jahre Abitur und 1985 120 Jahre weiterführendes Schulwesen in Gernsheim. Im Dezember 1985 begann die Arbeit am Kunstpavillon, der im August 1987 eingeweiht wurde. Ein Jahr später wurde der naturwissenschaftliche Trakt saniert. Im Schuljahr 1987/1988 hatte die Schule über 800 Schüler und 61 Vollzeitlehrkräfte sowie 10 Teilzeitkräfte. Im folgenden Jahr erfolgte die Wiederaufnahme der Klasse 5, und ab 1989 war das Gymnasium mit neun Jahrgangsstufen wieder voll ausgebaut. Im selben Jahr wurde als Pilotprojekt ein Betriebspraktikum für die Jahrgangsstufe 9 eingeführt, das im Folgejahr verbindlich wurde. Auch die Kontakte zu anderen Schulen mehrten sich weiter: 1991 kam das Georgius-Agricola-Gymnasium in Glauchau (Sachsen) hinzu.
In den 1990er Jahren war der Zulauf so groß, dass sich die Schule 1996 mit 1.518 Schülern und fast 100 Lehrern zum zweitgrößten Gymnasium Hessens entwickelte. 1993 entstand deshalb ein neues Gebäude, das 1994 eingeweiht wurde, der sogenannte G-Block. Die Schüler protestierten gegen die Abitur-Reformpläne von Kultusminister Hartmut Holzapfel. 1995 wurde das Fach Informatik als Pflichtfach in der Klasse 8 eingeführt. 2001 wurde von Schülern, Eltern und Lehrern das Schulprogramm verabschiedet, in dem die Evaluation des Schullebens festgehalten wurde. Ab Beginn des Schuljahrs 2001/2002 beteiligte sich das Gymnasium zusammen mit zwölf weiteren in Hessen am Pilotprojekt G8, das ab 2006/2007 verbindlich für alle Gymnasien in Hessen war und ein Abitur nach zwölf Jahren Schulzeit ermöglicht. Im Schuljahr 2002/2003 wurde der Schule vom Kultusministerium das Prädikat Schule mit musikalischem Schwerpunkt verliehen. Dies ermöglichte eine intensivere musikalische Ausbildung, wie sie schon seit 2000 durch die Einführung einer Bläserklasse in der Jahrgangsstufe 5 existierte. Ab 2003 bewarb sich die Schule immer wieder um ein Ganztagsangebot und verwirklichte dieses nach mehreren Absagen zunächst aus eigenen Kräften. Seit dem Schuljahr 2005/2006 ist das Gymnasium offiziell Schule mit Ganztagsangebot. Im Schuljahr 2004/2005 begann eine Generalsanierung der Schule, die fast alle Gebäude umfasste und 2010 abgeschlossen wurde. Die Kosten betrugen zirka 17 Millionen Euro.

### Schulleiter ab 1865
- 1865–1890: Johann Georg Keilmann
- 1890–1895: Lehramtsakzessist Sebastian Jost
- 1895–1899: Wilhelm Lahm
- 1899–1906: Fr. Georg Ihm
- 1906–1907: Hermann Briegleb
- 1907–1916: Heinrich Ludwig Seidenberger
- 1916–1921: Johannes M. Ledroit
- 1921–1924: Gerhard Beisinger
- 1924–1927: Johannes K. Adler
- 1927–1933: Studiendirektor Heinrich Scholl
- 1933–1939: Artur Holzhäuser
- Nach 1933 bis zum Zusammenbruch im März 1945 wurde die Städtische Schule von den Studienräten Jäger, August Mayer, Otto Lambert, Otto Jochem und der Studienassessorin Gisela Pfannmüller geleitet.
- 1946–1949: Ludwig Seibert
- 1949–1951: Bernhard Eckert
- 1951–1963: Heinz Dehmer
- 1963–1964: Walter Ehrler
- 1964–1970: Wilhelm Franz
- 1970–1980: Helmut Jung
- 1980–1981: Werner Beeres
- 1981–1994: Raimund Lindenberger
- 1994–2010: Reinhard Bauß
- 2010–2018: Sigrid Faller[1]
- seit 2019: Silvia Schmidt[2]

## Historische Quellen
Die historisch bedeutsamen Unterlagen des Gymnasiums Gernsheim liegen im Hessischen Staatsarchiv Darmstadt (Bestand H 54 Gernsheim). Die ältesten Akten gehen auf das Jahr 1867 zurück. Der Bestand beinhaltet Schriftstücke zu Schulverwaltung und Unterrichtsorganisation aber auch zu Schulalltag und Schülerschaft, etwa in Gestalt von Klassenbüchern aus der Kriegszeit, dem „Karzerbuch“ mit einer Auflistung der Bestrafungen von Schülern sowie Schülerzeitungen aus der Nachkriegszeit. Der Bestand ist erschlossen und größtenteils im Internet recherchierbar.

## Schwerpunkt Musik
Seit dem Schuljahr 2002/2003 trägt das Gymnasium das Prädikat Schule mit musikalischem Schwerpunkt, der sich vor allem durch das breite Angebot an Orchestern und Chören auszeichnet. Hierzu gehören die Unter- und Mittelstufenchöre, Kammerchor, Streicher-AG 1 und 2, die Bläser- und Musikklassen, das Bläserensemble, das Streichorchester, die Concert und Symphonic Band sowie Small und Big Band. Außerdem kam im Schuljahr 2007/08 erstmals ein Musik-Leistungskurs für die Jahrgangsstufe 12 zustande. Auch die beiden darauffolgenden Jahrgänge konnten wieder Musik-LKs hervorbringen.
Die Musikgruppen stellen ihr Können an den Schulkonzerten Neujahrskonzert und Sommerkonzert sowie weiteren Schulveranstaltungen vor, der jeweils aktuelle Musik-LK 12 kümmert sich dabei um den Auf-/Abbau und die Organisation. Die Big Band, die vor allem aus ehemaligen Schülern und Lehrern besteht, hat sich im Ried zu einer festen Größe etabliert. Im Mai fahren alle Musiker auf eine Probenfreizeit nach Oberwesel, um für das Sommerkonzert zu proben.
Im Jahr 2019 wurde das Sommerkonzert durch ein Musikfest ersetzt.

## Theater am Gymnasium
Schon 1950/1951 gab es eine Theatergruppe am Realgymnasium. In den Folgejahren wurden immer wieder die im Unterricht gelesenen Texte auf der Bühne umgesetzt, und Schüleropern konnten sich großer Erfolge erfreuen. In den 1960er Jahren ging die Zahl der Theateraufführungen zurück, nur noch wenige Stücke wurden gespielt. In den 1970er Jahren erfreuten sich die Theatergruppen wieder größerem Zulauf, auch eine Lehrertheatergruppe wurde gegründet. 2011 bestanden:
- Lehrertheater
- Darstellendes Spiel (Wahlfach in der Oberstufe, auch als Abiturfach)
- WU Theater 8 und 9
- DramaAllstars (Klasse 5 und 6)
- Theater AG 1 (Klassen 7 bis 12)
- THOS (Theater in der Oberstufe 13)
- Junge Bühne Gymnasium Gernsheim (Ehemalige)

## Ganztagsbetreuung
Die Projekte am Nachmittag reichen von Sport bis Kunst, von Theater bis Computerunterricht und von Nix wie raus! bis Kochen für Jungs. 2007 wurde das Ganztagsprogramm in O.A.S.E. umbenannt.

## Kunst
Bei nationalen und internationalen Wettbewerben erzielen die Schüler immer wieder Preise. Seit Jahren kann ein Leistungskurs im Fach Kunst angeboten werden.

## Sport
Die Schule ist Schulsportnebenzentrum mit den Schwerpunktsportarten Fußball und Tischtennis. Des Weiteren gibt es in der Sporthalle des Gymnasiums eine Kletterwand, die von den Schülern in einem Sponsorenlauf 2005 „erlaufen“ wurde. Sie hat eine Fläche von 55 m² mit neun Pfaden.
Sportgruppen
- Basketball
- Kletter-AG
- Sport-AG für die 5. und 6. Klasse
- Turnen
- Schach
- Segeln
- Klettern

## Auslandsbeziehungen
Das Gymnasium hat in seiner Geschichte Partnerschaften mit Schulen in vielen Ländern aufrechterhalten.
- Spondon bei Derby, UK (1959–1981)
- Cardiff, UK (1981–1984)
- East Greenville, Pennsylvania, USA (1988–1994)
- Bar-sur-Aube, Frankreich (seit 1968)
- Impington bei Cambridge, UK (seit 1988)
- Poynton, UK (seit 1989)
- Sauk Prairie, Wisconsin, USA (seit 1992)
- Roverto, Italien (seit 1996)
- Karlshamn, Schweden (seit 2002)
- Rom, Italien (seit 2004)
- Świecie, Polen (seit 2007)
- Ningbo, Zhejiang, China (seit 2008)

Zwischen den Schulen finden regelmäßig Schüleraustausche im Rahmen des Comenius-Programms der Europäischen Union statt.

## Inlandsbeziehung
- Glauchau, Sachsen (seit 1990)

## Prominente Schüler
- Jennifer Allendörfer alias Suena, Hip-Hop Produzentin (Musikautorenpreis der GEMA 2020, 2021 und 2022 für Apache 207 „Roller“)[4][5][6]
- Andreas Czylwik, Professor für Nachrichtentechnische Systeme, Universität Duisburg-Essen
- Carmen Everts, Abgeordnete des Hessischen Landtags und sogenannte „Abweichlerin“ bei der Wahl Andrea Ypsilantis zur Ministerpräsidentin
- Eckhard Fuhr, Journalist, früher FAZ, jetzt: Feuilleton-Chef von DIE WELT
- Simone Göttlich, Professorin für Mathematik, Universität Mannheim[7]
- Oliver Heckmann, Vice President Google (Mountain View, USA)[8][9][10]
- Dieter Held, Professor für Mathematik, Universität Mainz
- Carola Kaps, Wirtschaftskorrespondentin der FAZ
- Randolf Menzel, Professor für Neurobiologie, Freie Universität Berlin
- Oliver Möller, Schauspieler mit Engagements in Bochum und München. Spielte u. a. die Rolle des Küblböck-Hassers im Film „Daniel der Zauberer“.[11][12]
- Karoline Roshdi, Psychologin mit Schwerpunkt Bedrohungsmanagement[13]
- Guido A. Schick, Schauspieler und Regisseur. Spielt in zahlreichen Rollen in Kino- u. Fernsehfilmen (z. B. „Absolute Giganten“) und Serien (z. B. „Berlin, Berlin“).[14]
- Eberhard Schmidt, Professor für Sicherheitstechnik und Umweltschutz, Universität Wuppertal
- Angela Standhartinger, Professorin für Evangelische Theologie (Neues Testament), Universität Marburg
- Reinhard Stockmann, Professor für Soziologie an der Universität des Saarlandes
- Ruth Wagner, Lehrerin in Darmstadt, Vizepräsidentin des hessischen Landtags, Staatsministerin a. D.
- Jürgen Walter, ehemaliger Fraktionsführer der SPD im hessischen Landtag[15]
- Thomas Wedel (Tom Wax), DJ und Produzent
- Verena Weis (Indira), ehemaliges Mitglied der Castingband Bro’Sis.[16][17]